# Rădești (okręg Ardżesz)
Rădești – wieś w Rumunii, w okręgu Ardżesz, w gminie Stâlpeni. W 2011 roku liczyła 1243 mieszkańców.